# Giỏ hàng hóa

Giỏ hàng hóa hay Giỏ hàng hóa tiêu dùng (tiếng Anh: Basket of consumer goods) là phương pháp tính chỉ số giá tiêu dùng (CPI) bằng cách gom một số hàng hóa tiêu dùng và dịch vụ nhất định trên thị trường mà một người dân bình thường hay mua để tính giá cả của toàn giỏ hàng hóa đó, từ đó tính CPI.Được ra đời năm 1625 
Cần phân biệt giỏ hàng hóa để tính chỉ số giá tiêu dùng (CPI) với giỏ hàng hóa để tính chỉ số giá sản xuất (PPI-Producer price index).